# John Reid (Musikmanager)
John Reid (* 9. September 1949 in Paisley) ist ein ehemaliger britischer Musikmanager. Bekannt wurde er als Manager der britischen Rockband Queen sowie als Manager und Liebhaber von Elton John.

## Frühes Leben
Reid wurde in Paisley in Schottland als Sohn des Schweißers John Reid und der Verkäuferin Betty geboren. Nach drei Jahren in Neuseeland wuchs er in Paisley auf. Er besuchte die St. Mirin’s Academy, wo er Mitschüler von Gerry Rafferty und Joe Egan war. Dann besuchte er das Stow College in Glasgow, wo er Schiffsantrieb studierte, 1969 die Ausbildung jedoch abbrach.

## Karriere
Mit 18 Jahren begann Reid 1967 seine Karriere als Musikmanager als Promoter für EMI. Mit 19 Jahren wurde er Tamla Motown Label-Manager für Großbritannien. 1971 gründete Reid seine eigene Firma mit Ersparnissen von einigen hundert Pfund und einem Kredit von 5000 Pfund.
Er hatte Elton John, der sich noch Reg Dwight nannte, auf einer Motown-Weihnachtsfeier getroffen. Sie wurden Liebhaber und zogen zusammen.  Elton John wurde Reids erster Kunde. Ihre Liebesbeziehung endete nach fünf Jahren, aber Reid blieb bis 1998 Elton Johns Manager.
1974 geriet Reid in Neuseeland in einem Nachtclub in einen Streit mit einem Journalisten wegen Whiskymangels bei einer Pressekonferenz und wurde zu einem Monat Gefängnis verurteilt. Zwischen 1975 und 1978 war Reid der Manager der britischen Rockgruppe Queen. 1994 war er Manager des irischen Tänzers Michael Flatley. Nachdem Flatley Riverdance verlassen und seine Beziehung zu Reid beendet hatte, bezahlte Flatley Reid ungefähr eine Million Pfund, um eine Klage wegen unrechtmäßiger Beendigung zu begleichen.
Das berufliche Verhältnis zu Elton John endete mit einem durchgesickerten Brief von Johns Buchhaltern, in dem Reids Ausgaben beschrieben wurden, die von Benjamin Pell gefunden und im Daily Mirror veröffentlicht wurden. Dies führte zu einer Klage im Jahr 2000. Die Klage wurde außergerichtlich beigelegt, Reid zahlte 3,4 Millionen £ an Elton John. Reids Firma verdiente zwischen 1971 und 1998 mehr als £ 73 Millionen durch die Vertretung von Elton John. Reid schied 1999 aus der Geschäftsführung aus.
2005 trat er als Jurymitglied bei der australischen Version der Castingshow The X-Factor auf.

## Privates
1998 verkaufte Reid seine Kunstsammlung im Wert von schätzungsweise 2 Millionen Pfund. Er soll heute in Australien, nach anderen Medienberichten auch in London, von der Öffentlichkeit zurückgezogen leben.

## Darstellung in Filmbiografien
Reid wurde 2018 von Aidan Gillen in dem Queen-Film Bohemian Rhapsody und 2019 von Richard Madden in der Elton-John-Filmbiografie Rocketman porträtiert. Bei beiden Musikerbiografien führte Dexter Fletcher Regie.
Während Reid in Rocketman als kaltherziger Liebhaber und Haupt-Gegenspieler des Films dargestellt wird, kommt er in Bohemian Rhapsody wesentlich positiver weg und wird als Unterstützer beim Aufstieg von Queen zur berühmten Band gezeigt. Beide Filme leisten sich historische Ungenauigkeiten mit Reids Biografie: Im Film Bohemian Rhapsody wird er von Freddie Mercury (Rami Malek) in einer Szene auf dramatische Weise als Bandmanager gefeuert, während die Trennung zwischen Queen und Reid in Wirklichkeit harmonisch verlief. Rocketman stellt es so dar, dass Reid schon ab den 1980er-Jahren keinen Einfluss mehr auf Elton John hatte – tatsächlich war er aber noch bis 1998 sein Manager.